# Das Kind (2005)
Das Kind (Originaltitel: L’Enfant) ist ein Spielfilm der belgischen Regisseure Jean-Pierre und Luc Dardenne aus dem Jahr 2005. Das Filmdrama basiert auf einem Original-Drehbuch des Brüderpaares und wurde von dem Filmstudio Les Films du Fleuve produziert.

## Handlung
Der zwanzigjährige Bruno und seine zwei Jahre jüngere Freundin Sonia leben im tristen Seraing, einer heruntergekommenen belgischen Industriestadt unweit von Lüttich. Der verantwortungsscheue Bruno, der die Meinung vertritt, Arbeit sei nur etwas für Arschlöcher, bestreitet den Lebensunterhalt der beiden als Chef einer Kinderbande. Die jungen Bandenmitglieder besorgen ihm Autoradios, Handtaschen oder Schmuck. Bruno fährt das Mofa, mit dem er die Beute samt Komplizen in Sicherheit bringt. Bruno taxiert die Hehlerware und verscherbelt sie mit Gewinn. Er ist durch und durch ein Geschäftsmann und so vermietet er auch Sonias kleine Wohnung und gibt ihre Sozialhilfe aus, während sie schwanger im Krankenhaus liegt.
Als Sonia Bruno dann ein Kind gebiert, ist der junge Vater zu einer emotionalen Reaktion nicht in der Lage. Er will den kleinen Jimmy noch nicht einmal in seinen Arm nehmen. Die junge Familie zieht in ein Obdachlosenasyl und erst ein paar Tage später hat sich Bruno scheinbar an das Baby gewöhnt und bringt Jimmy einen nagelneuen Kinderwagen als Geschenk mit nach Hause. Doch in die Vaterrolle wachsen will Bruno nicht. Als Sonia sich in der langen Warteschlange vor dem Sozialamt einreiht, versucht er sich mit Jimmy etwas Geld bei Passanten zu erbetteln. Schließlich knüpft Bruno Kontakt mit seiner Hehlerin und feilscht mit ihr um den Preis seines Kindes. Beide einigen sich auf fünftausend Euro und der junge Vater trägt seinen Sohn wenig später in seiner teuren Motorradjacke zu einem verlassenen Haus, dem vereinbarten Treffpunkt für den Deal. Bruno deponiert seinen Sohn in einer der leeren Wohnungen und wartet im Nebenzimmer, bis die Unbekannten das Kind hinausgetragen haben. An Stelle des Kindes findet er einen Umschlag mit dem vereinbarten Geld.
Als Bruno zu seiner Freundin zurückkehrt, eröffnet er der Kindsmutter, dass er Jimmy für fünftausend Euro verkauft hat. Sie könnten ja ein neues machen, fügt er unschuldig hinzu. Sonia fällt vor Schock in Ohnmacht, worauf Bruno sie in ein Krankenhaus bringt, wo sie auf der Intensivstation versorgt wird. Bruno beginnt zu realisieren, was er mit seiner Tat angerichtet hat und macht sich auf den Weg, den Sohn, den er selbst verkauft hat, zurückzuholen. Den leeren Kinderwagen hinter sich herziehend, erlernt er über Umwege Verantwortung, und er begreift, dass es Erstrebenswerteres gibt, als Ware für den höchstmöglichen Kaufpreis zu veräußern. Es gelingt Bruno, Jimmy zurückzukaufen, wobei er den Zorn und die Prügel der Kinderhändler auf sich zieht. Sie verlangen von ihm eine weitere Zahlung von 5.000 Euro. Da Bruno das Geld nicht sofort aufbringen kann, soll er für sie solange arbeiten, bis der Betrag beglichen wurde. Wieder geht er mit einem Jungen auf Beutetour. Nach einem Taschendiebstahl werden die beiden von einem Passanten verfolgt und Bruno muss schließlich mit ansehen, wie der Junge festgenommen wird. Brunos Lage wird aussichtslos. Bei den Hehlern steht er in einer hoffnungslosen Schuld und Sonia will nichts mehr von ihm wissen. Schließlich stellt er sich der Polizei, um dem Jungen zu helfen. Erstmals in seinem Leben nimmt er Verantwortung für sein Leben und geht ins Gefängnis. Sonia besucht ihn in der Haft. Schweigend sitzen sie sich gegenüber, beginnen hemmungslos zu weinen und versuchen sich gegenseitig zu trösten.

## Entstehungsgeschichte
Das Kind basiert auf einem Originaldrehbuch von Jean-Pierre und Luc Dardenne und wurde u. a. von arte France Cinéma und Radio-télévision belge de la Communauté française (RTBF) koproduziert. Die Regisseure bekamen die Idee zu diesem Film, als sie bei ihren vorletzten Dreharbeiten zu Der Sohn (2002) Zeugen wurden, wie eine Frau auf aggressive Art und Weise mit ihrem Kinderwagen hantierte. Die Dardennes bekamen dieses Bild nicht mehr aus ihren Köpfen und wollten unter dem Arbeitstitel Das Mädchen mit dem Kinderwagen die Geschichte von einer jungen Frau erzählen, die einen Vater für ihr Kind finden will. Dann kam das Brüderpaar aber auf eine andere Idee – die Geschichte eines jungen Vaters, der keine Vatergefühle besitzt.
Gedreht wurde das Drama in Seraing, einer kleinen Industriestadt bei Lüttich, die Schauplatz aller Filme von Jean-Pierre und Luc Dardenne ist, die aus der linksengagierten Video-Bewegung der 1970er Jahre stammen. Die Produktion des Films, während der die beiden Regisseure jede Einstellung durchschnittlich zwanzig Mal drehten, kostete laut eigenen Schätzungen der Dardennes 3,5 Millionen Euro. Aus Sparsamkeit benutzten die Belgier das Filmformat 16 mm und filmten des niedrigeren Aufwands wegen mit Handkameras. Das Kind wurde chronologisch gedreht; so konnten sich die Regisseure in gewissen Abständen das Material ansehen und entscheiden, welche Szenen neu gefilmt werden mussten. Die Hauptrollen wurden mit Jérémie Renier und Déborah François besetzt. Für François markiert Das Kind das Filmdebüt auf der Kinoleinwand, während Renier bereits 1996 als 14-Jähriger in dem Dardenne-Film Das Versprechen eine Rolle bekleidet hatte. In weiteren Rollen sind Fabrizio Rongione und Olivier Gourmet zu sehen, die bereits 1999 mit Jean-Pierre und Luc Dardenne an dem Drama Rosetta zusammenarbeiteten.

## Rezeption
Der Film feierte seine Premiere am 17. Mai 2005 bei den Internationalen Filmfestspielen von Cannes und wurde von der Kritik gefeiert. Vor allem gelobt wurde die mitreißende Erzählweise und die realistische Inszenierung des Films sowie die Schauspielleistungen der beiden Hauptdarsteller Jérémie Renier und Déborah François. Vergleiche wurden gezogen zu den aktuellen Ausschreitungen Jugendlicher in französischen Vororten, sowie zu Roman Polańskis Verfilmung von Charles Dickens’ Oliver Twist, die zu Weihnachten 2005 in die Kinos kam. In Deutschland wurde Das Kind von der Filmbewertungsstelle Wiesbaden (FBW) mit dem Prädikat besonders wertvoll ausgezeichnet.
Ferner wurde Das Kind als offizieller belgischer Beitrag für eine Nominierung bei den Oscars 2006 in der Kategorie Bester fremdsprachiger Film ausgewählt. Der Film konnte sich nicht gegen u. a. das französische Drama Merry Christmas von Christian Carion, Hany Abu-Assads kontrovers diskutierten Film Paradise Now und den deutschen Beitrag Sophie Scholl – Die letzten Tage von Marc Rothemund durchsetzen.

## Kritiken
„Obwohl diesem Film nicht der geringste Willen anzusehen ist, Kunst zu sein, muss man ein Künstler sein, um den Gehalt eines solchen Bildes aus dem Alltag heraus zu filtern.“

„Auch ‚L’enfant‘ ist eine moralische Erzählung, an deren Ende die Läuterung des Helden steht. Wenn dieser Held redet, lügt er fast immer, aber er redet nicht viel. Bruno und Sonia gehen oder rennen auf dem schmalen Seitenstreifen der Autostraßen, fahren in Bussen, auf dem Moped, das Kind immer wie eine Puppe unter dem Arm. Sie zu begleiten, gleicht einer scheinbaren ziellosen Gewalt-Tour durch die Brachen der Zivilisation.“

„‚L’Enfant‘ hat den Dardennes die zweite Goldene Palme (nach ‚Rosetta‘) in Cannes gewonnen, denn er ist, trotz seiner Schmucklosigkeit, grandios inszeniert und gespielt; Jérémie Regnier als Bruno besitzt ein herbes Gesicht, dem man den Überlebenskampf abnimmt und in dem Abstumpfung wie auch Verletzlichkeit wohnen.“

„Alles soll hier möglichst authentisch erscheinen, als könnte es genauso in der Wirklichkeit passiert sein. Ohne Affektiertheit, Schminke, falsches Licht. Daß in diesem ungekünsteltem Realismus aber auch ein unglaublicher Perfektionismus waltet, verraten einzelne grandiose Szenen.“

„Behutsam nähern sich die Dardenne-Brüder ihren Figuren, weichen immer wieder zurück, verzichten auf Großaufnahmen. Als erfahrene Dokumentarfilmer beobachten sie die unheimlige Kleinfamilie zurückhaltend, ohne Wertung. Dabei sind sie weit von jeglicher Sozial- und Arbeiterromantik eines Ken Loach entfernt.“

„[…] widerständige Gesichter, herb, verletzlich, man kommt ihnen so nah wie selten im Kino.“

„Unwiderstehlich zieht der Film den Zuschauer in diesen emotionalen und moralischen Reifeprozess hinein. Unbeschwert tollt die Kamera anfangs mit Bruno und Sonia durch die Gegend, fieberhaft durchstreift sie mit Bruno auf der Suche nach dem verkauften Sohn die Straßen, behutsam beobachtet sie am Ende die Versöhnungsversuche des Paares. Und wenn sich die beiden dann in der letzten Einstellung weinend umarmen, empfindet der Zuschauer die Wärme, die sie einander geben, fast körperlich.“

## Auszeichnungen
Das Kind wurde 2005 bei den Internationalen Filmfestspielen in Cannes mit der Goldenen Palme für den besten Film ausgezeichnet. Überreicht wurde der Preis von den US-amerikanischen Schauspielern Morgan Freeman und Hilary Swank die zwei Monate zuvor mit Oscars für ihre schauspielerischen Leistungen in Clint Eastwoods Drama Million Dollar Baby ausgezeichnet worden waren. Für Jean-Pierre und Luc Dardenne war es die zweite Goldene Palme in Cannes, 1999 waren sie bereits für das Drama Rosetta ausgezeichnet worden. Bei der am 3. Dezember 2005 stattfindenden Verleihung des Europäischen Filmpreises war Das Kind in den Kategorien Bester Film und Bester Darsteller vertreten, konnte sich aber nicht gegen Michael Hanekes Caché durchsetzen. Bei der Verleihung der Césars 2006, dem wichtigsten französischen Filmpreis, war das Drama in vier Kategorien nominiert, konnte sich aber nicht gegen die Konkurrenz durchsetzen.

### César
Für den César 2006 war der Film nominiert in den Kategorien:
- Bester Film
- Beste Regie
- Bestes Original-Drehbuch
- Beste Nachwuchsdarstellerin (Déborah François)

### Weitere
- Internationale Filmfestspiele von Cannes 2005
- Goldene Palme für den besten Film
- Europäischer Filmpreis 2005 – nominiert in den Kategorien:
  - Bester Film
  - Bester Darsteller (Jérémie Renier)